# Johann Gottfried Jakob Hermann

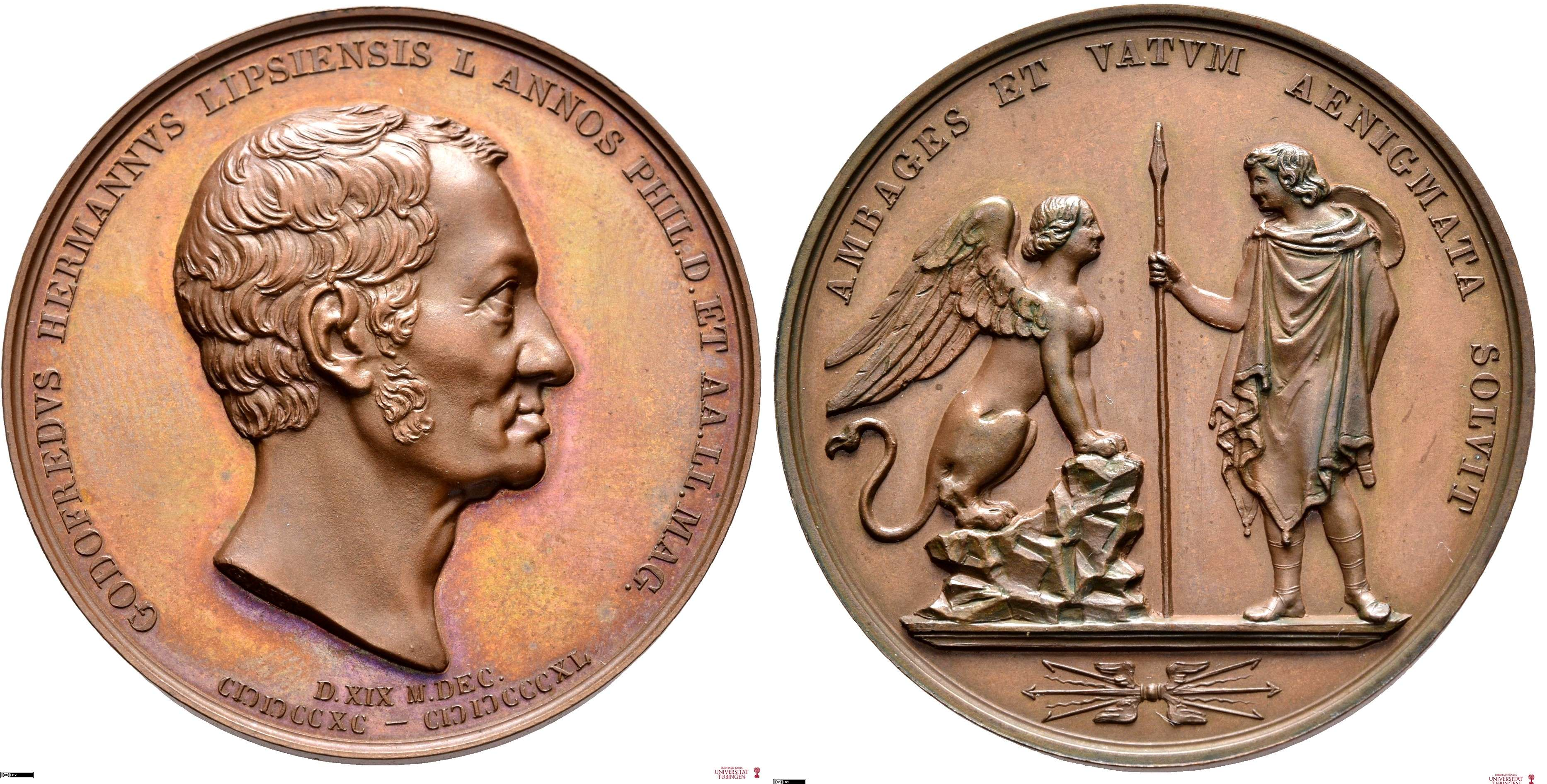
Medaglia commemorativa di Gottfried Hermann 1840

Johann Gottfried Jakob Hermann (Lipsia, 28 novembre 1772 – Lipsia, 31 dicembre 1848) è stato un filologo classico e metricista tedesco.

## Biografia
Dopo aver studiato per un certo tempo giurisprudenza nella sua città natale, si dedicò sempre più alla filologia, anche per l'influsso di Friedrich Wolfgang Reiz, di cui era diventato parente, non senza però aver studiato anche la filosofia di Kant (un semestre a Jena nell'anno accademico 1793-'94 con Reinhold). Nell'ottobre 1794 ottenne l'abilitazione dopo aver discusso la sua tesi dal titolo De poëseos generibus e nel '98 fu nominato professore straordinario di filosofia, per diventare poi, nel 1803, dopo aver rifiutato la nomina a rettore della Schulpforta, professore ordinario di retorica, e nel 1809 anche di poesia. Morì, decano dell'università, il 31 dicembre 1848. La sua vita, priva di avvenimenti significativi, fu tutta dedita alla ricerca e all'insegnamento. L'influenza di Hermann sull'antichistica continentale fu enorme: la sua scuola contribuì a formare alcuni fra i più rinomati grecisti della prima metà dell'Ottocento.
Nel 1840 gli venne dedicata una medaglia.

## Il pensiero
Hermann fu il capofila riconosciuto della scuola critico-grammatica (dei cosiddetti "Filologi della parola", "Wortphilologen"), che riconosceva nella comprensione delle antiche opere letterarie lo scopo della filologia e nella ricerca linguistica il mezzo primo e indispensabile per il raggiungimento del medesimo, e procedeva perciò in diretta opposizione alla corrente universale di Philipp August Böckh e dei suoi allievi come Karl Otfried Müller; costoro accusavano Hermann di avere una visione della filologia inadeguata ed unilaterale. La contesa lo indusse a scrivere "Su come Boeckh considera le iscrizioni greche" (Lipsia, 1826) e la "Recensione delle Eumenidi di Eschilo del sig. K. O. Müller", Lipsia, 1835), accanto ad una "Recensione di una anticritica e di due recensioni del sig. K. O. Müller" (Lipsia, 1839); naturalmente questa diatriba lasciò gradualmente il posto ad un reciproco riconoscimento. Ad uno scambio più amichevole di punti di vista diversi sulla mitologia si basa il suo scambio epistolare con Friedrich Creuzer, le "Lettere su Omero ed Esiodo" (Heidelberg, 1817) e "Sull'essenza e lo svolgimento dell'antica mitologia" (Lipsia, 1819).
Le sue lezioni, per lo più di natura esegetica, mostravano una rara vivacità della spiegazione, chiarezza e precisione dell'esposizione, metodo insuperato; attraverso la Società greca, istituita nel 1799, e ugualmente dal 1834 come direttore del seminario filologico, egli cercava di destare e affinare il giudizio dei suoi allievi anche in un circolo ristretto. Tra i suoi lavori di scrittura sono pionieristici soprattutto i primi sulla metrica antica: è celebre a questo proposito il suo saggio del 1805 in cui egli esponeva i risultati delle sue ricerche sull'esametro, da cui risultava che, nella quasi totalità dei casi, mai si dava fine di parola metrica dopo il quarto trocheo; questo "ponte", da lui scoperto, tra i due elementa brevia (biceps) del quarto metron dell'esametro venne poi indicato con il nome di ponte di Hermann; intanto sviluppava una teoria scientifica della metrica sulla base della dottrina kantiana delle categorie, rifiutando in blocco le teorie metriche e ritmiche degli antichi e cercando di applicare alla teoria metrica un approccio rigidamente deduttivo a partire dall'individuazione dei principi (o cause) che starebbero alla base delle leggi che disciplinano il verso greco e latino. Ciò determinò uno scontro aperto con Richard Porson (il più brillante metricista britannico dai tempi di Richard Bentley), che prediligeva invece un approccio allo studio dei fenomeni metrici basato su un'estensiva observatio, giungendo all'individuazione di leggi o tendenze metrico-prosodiche attraverso l'applicazione di un metodo induttivo influenzato dalla migliore tradizione dell'empirismo filosofico britannico. Tale impostazione (che oltreché kantiana è più latamente illuministica: Hermann rimase sempre un uomo del '700, fondamentalmente estraneo al Romanticismo) è già evidente nel primo libro di argomento metrico: «Hanc disciplinam [scil. numerorum] autem ab experientia et poetarum auctoritate haurire nec decet, nec tutum est. Nam illa ipsa poetarum exempla ut commendari et ad imitandum proponi possint, requirunt regulam quamdam et normam, quae in iis expressa sit, et ad quam formata intelligantur. Quod ego quum saepius reputassem, in eo diu multumque elaboravi, ut repudiato experientiae auxilio, quantum sola ratione de numerorum natura erui posse videretur, diligenter investigarem atque exponerem» (De metris, 3).

## Opere

### Trattati teorici
- De metris poetarum graecorum et romanorum libri III (Lipsia, 1796)
- Handbuch der Metrik (Manuale di metrica, ivi, 1799)
- Elementa doctrinae metricae (ivi, 1816)
- Epitome doctrinae metricae (ivi, 1818, 4 ed. 1869) (un compendio arricchito e corretto punto per punto tratto dagli Elementa, destinato alle lezioni. Cfr. Freese, De Hermanni metrica ratione (Halle, 1820), e Geppert, "Sul rapporto con la tradizione della teoria metrica di Hermann" (Berlino, 1835)

### Grammatica
Hermann fu il fondatore di una concezione razionale della grammatica greca, che è rimasta con una fondamentale influenza non solo per una migliore immagine della grammatica in generale, ma anche in particolare per le grammatiche moderne. A questo gruppo appartengono:
- De emendanda ratione Graecae grammaticae pars I (Lipsia, 1801) e i
- Libri IV de particula ἄν (ivi, 1831; anche gli "Opuscula", parte 4)

### Altre pubblicazioni
Poco dopo la sua morte apparve la sua edizione dei poeti bucolici Mosco e Bione (Lipsia, 1849) così come quella da lui già mezzo secolo prima prefigurata e mai uscitagli dalle mani
Rezension des Äschylos (Recensione di Eschilo, pubblicata a cura del genero M. Haupt, ivi, 1852, 2 parti, 2 ed. 1859).
Hermann curò anche edizioni di testi classici: diverse opere di Euripide, Le nuvole di Aristofane (1799), il Trinummus di Plauto (1800), la Poetica di Aristotele (1802), gli Inni omerici (1806) e il Lessico di Fozio (1808). Nel 1825 concluse l'edizione di Sofocle avviata da Erfurdt. La sua edizione di Eschilo fu pubblicata dopo la sua morte nel 1852.
- I suoi saggi minori sugli argomenti più disparati, per lo più in una eccellente esposizione latina e solo raramente in tedesco, insieme alle sue odi e altri componimenti latini, le poesie e le riproduzioni in greco, in cui si respira nel complesso un autentico spirito classico, sono raccolti negli Opuscula (parti 1-7, Lipsia 1827-39 pubblicata da lui stesso, la parte 8, ivi, 1877 da suo nipote Theodor Fritzsche).
- G. Hermanns lateinische Briefe an seinen Freund Volkmann (Lettere latine di G. Hermann all'amico Volkmann, pubblicate da A. B. Volkmann, Heidelberg, 1882.) Cfr. O. Jahn, Gottfr. H. Eine Gedächtnisrede (G. H. In memoriam, Lipsia, 1849); Köchly, Gottfr. H. Zu seinem hundertsten Geburtstag (G. H. Per il suo centesimo compleanno, ivi, 1874).
- Friedrich Creuzer, Gottfried Hermann: Lettere sulla mitologia. A cura di Sotera Fornaro. Pisa: Edizioni ETS, 2009. Reviewed by Jordi Pàmias, Bryn Mawr Classical Review 2009.09.06
- G. Mancuso, Lettere inedite di Gottfried Hermann a Peter Elmsley, Lexis 36, 2018, pp. 453-480.